# تاينيدازول
تاينيدازول (Tinidazole) الزمرة الدوائية مضادات الجراثيم. هو عبارة عن مُضادُّ الأوالي ومضاد حيوي تركيبي، يستخدم لعلاج العدوى التي سببها بكتيريا. يستخدم لعلاج العدوى الناتجة عن الطفيليات أحادية الخلية مثل داء المشعرات (Trichomoniasis) في الجهاز التناسلي والمسالك البولية، عدوى الاميبا المعوية وداء الجيارديات الذي يصيب الأمعاء، الخراج الكبدي الاميبي، والتهاب المهبل الجرثومي. يمكن تناول الدواء عن طريق الفم. بداية الفعالية تحدث خلال ساعة.
يجب اتمام العلاج كاملا. حتى إذا طرأ تحسن، فقد تكون العدوى ما تزال قائمة، ويمكن للاعراض أن تعود إذا تم ايقاف العلاج ابكر مما يجب.

## الاستعمال الطبي
يستخدم هذا العلاج في الحالات التالية:
- داء المشعرات.
- داء الأميبات المعوي.
- خراج الكبد الأميبي.
- الإنتانات الجرثومية اللاهوائية.
- الوقاية من الأمراض الجرثومية اللاهوائية التالية للجراحة.
- الإصابات المهبلية الجرثومية. داء المهبل البكتيري عند النساء الغير حوامل.
- التهاب اللثة التقرحي الحاد.
- جزء من نظام معالجة القرحة الهضمية بهدف استئصال جراثيم الملوية البوابية.
- يسمح باستعمال هذا الدواء للاطفال فوق سن الـ 3 سنوات وفقط لعلاج داء الاميبات وداء الجيارديات.[6]

### مضادات الاستطباب
- الحمل: اظهرت الابحاث التي اجريت على الحيوانات وجود اعراض غير مرغوب بها، ولكن لم يفحص تاثير الدواء على النساء الحوامل، لا يحبذ استعماله. يجب الاخذ بعين الاعتبار الفائدة العلاجية المرجوة مقابل الخطر الذي قد يلحق بالجنين. (C)
- يمنع استعماله في الثلث الأول للحمل. أي الأشهر الثلاثة الأولى من الحمل.
- الرضاعة: لا يعطى. الدواء ينتقل إلى حليب الام ومن المحتمل ان يؤثر على الطفل. من المفضل عدم تناول الدواء أو عدم الإرضاع.[7]

## الآثار الجانبية
- غثيان، قيء. فقدان الشهية.
- اضطرابات هضمية. الم في البطن.
- طعم معدني. بول داكن اللون.
- لسان فرائي. الامساك أو الاسهال.
- نادراً: نعاس، صداع، دوخة، رنح، حمامي متعددة الأشكال، حكة، شرى، وذمة وعائية، تأق.
- بالاستعمال المديد والمكثف: اعتلال عصبي محيطي، نوبات صرعية الشكل عابرة.[7]

## التداخلات الدوائية
إذا كنت تتناول أي من الأدوية التالية أخبر الطبيب أو الصيدلاني، فقد تحتاج إلى تعديل الجرعة أو إجراء فحوصات معينة:
مميعات الدم (مثل وارفارين)، سايكلوسبورين، فلورويوراسيل، اوكسي تتراسايكلين، تاكروليمس.
- يمنع استخدام هذا الدواء بالتزامن مع الكحول أو دواء ديسلفاريم.[8][9]

## التحذيرات
- القصور الكلوي.
- اعتلال دماغي كبدي.
- الحمل والإرضاع.
- مراقبة المريض سريرياً ومخبرياً عندما تتجاوز مدة العلاج 10 أيام.[8]

## التخزين
يحفظ في درجة حرارة الغرفة، بعيداً عن الحرارة والرطوبة وضوء الشمس.

## وصلات خارجية
- MedlinePlus Drug Information: Tinidazole
- Drug Bank Facts on Tinidazole